# Drum național 15D
Der Drum național 15D (rumänisch für „Nationalstraße 15D“, kurz DN15D) ist eine Hauptstraße in Rumänien.

## Verlauf

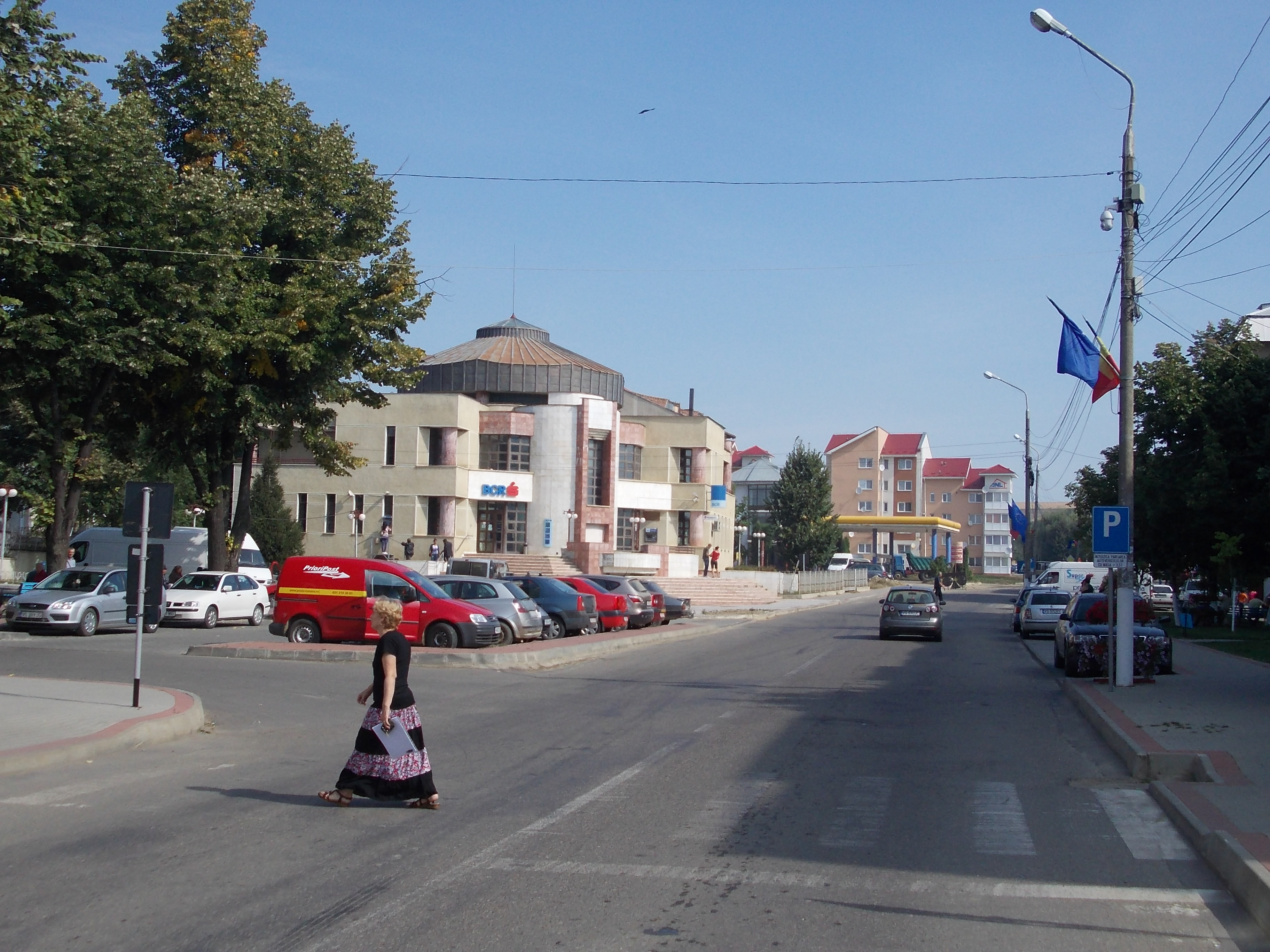
Die Straße in Negrești

Die Straße zweigt in der Stadt Piatra Neamț vom Drum național 15 nach Osten ab, trennt sich nach rund 1 km vom weiter nach Norden führenden Drum național 15C und führt über Girov und Dulcești nach Roman, wo sie den Drum național 2 (Europastraße 85) kreuzt. Von Roman aus verläuft sie in ostsüdöstlicher Richtung über Băcești am Fluss Bârlad entlang und Negrești im Zentralen Moldau-Plateau (Podișul Central Moldovenesc) in die Kreishauptstadt Vaslui. Dort trifft sie auf den Drum național 24 und endet an diesem.
Die Länge der Straße beträgt rund 130 Kilometer.